# تكانلوي سفلي
تكانلوي سفلي (بالفارسية: تکانلوی سفلی) هي منطقة سكنية تقع في قسم تشاراويماق المركزي في إيران. يقدر عدد سكانها بـ 128 نسمة .